# Кубок Европейской конфедерации волейбола среди женщин 1993/1994
14-й розыгрыш Кубка Европейской конфедерации волейбола (ЕКВ) среди женщин проходил с 9 октября 1993 по 6 марта 1994 года с участием 44 клубных команд из 27 стран-членов Европейской конфедерации волейбола. Победителем турнира во 2-й раз в своей истории стала немецкая команда «УСК Мюнстер».

## Команды-участницы
| Страна     | Команда                                 |
| ---------- | --------------------------------------- |
| Австрия    | «Бригиттенау» (Вена)                    |
| Австрия    | «Шпаркассе» (Клагенфурт)                |
| Белоруссия | «Мастра» (Минск)                        |
| Бельгия    | «Датовок» (Тонгерен)                    |
| Бельгия    | «Темсе» (Темсе)                         |
| Болгария   | «Академик» (Варна)                      |
| Болгария   | «Марица» (Пловдив)                      |
| Венгрия    | «Вашаш» (Будапешт)                      |
| Венгрия    | «Кордакс-Эгер» (Эгер)                   |
| Германия   | «Байерн-Лоххоф» (Унтершлайсхайм)        |
| Германия   | «УСК Мюнстер» (Мюнстер)                 |
| Греция     | «Виронас» (Вирон)                       |
| Греция     | «Козани» (Козани)                       |
| Израиль    | «Хапоэль» (Эмек-Хефер)                  |
| Испания    | «Куэста Педра» (Санта-Крус-де-Тенерифе) |
| Испания    | «Лос-Компадрес» (Ла-Лагуна)             |
| Италия     | «Агридженто» (Агридженто)               |
| Италия     | «Теодора» (Равенна)                     |
| Литва      | «Шяуляй» (Шяуляй)                       |
| Люксембург | «Бертранж» (Бертранж)                   |
| Македония  | «Македония» (Струмица)                  |
| Норвегия   | «Саннес» (Саннес)                       |
| Польша     | «БКС Сталь» (Бельско-Бяла)              |
| Польша     | «Висла» (Краков)                        |
| Португалия | «Каштелу-да-Мая» (Мая)                  |
| Россия     | «Метар» (Челябинск)                     |
| Россия     | ЦСКА (Москва)                           |
| Румыния    | «Амичи» (Бакэу)                         |
| Румыния    | «РАТБ-Грюндфош» (Бухарест)              |
| Словакия   | «Спаса» (Жилина)                        |
| Словения   | «Кемиплас» (Копер)                      |
| Словения   | «Хит Нова-Горица» (Нова-Горица)         |
| Турция     | «Вакыфбанк» (Анкара)                    |
| Турция     | «Йешилъюрт» (Стамбул)                   |
| Украина    | «Александрия» (Белая Церковь)           |
| Украина    | «Искра» (Луганск)                       |
| Франция    | «АСПТТ Мюлуз» (Мюлуз)                   |
| Франция    | «Сен-Рафаэль» (Сен-Рафаэль)             |
| Хорватия   | «Каштела» (Каштел Стари)                |
| Хорватия   | «Пула» (Пула)                           |
| Чехия      | «Олимп» (Прага)                         |
| Чехия      | «Славия» (Прага)                        |
| Швейцария  | «Женев-Элит» (Женева)                   |
| Швейцария  | «Монтана» (Люцерн)                      |
| Шотландия  | «Пауэрхаус Кардиналс» (Глазго)          |

## Система проведения розыгрыша
Во всех стадиях турнира применяется система плей-офф, то есть команды делятся на пары и проводят между собой по два матча с разъездами. Победителем пары выходит команда, одержавшая две победы. В случае равенства побед победителем становится команда, имеющая лучшее соотношение партий по сумме обоих матчей. В случае равенства и этого показателя в дальнейшую стадию плей-офф выходит команда, имеющая лучшее соотношение игровых очков (мячей) по сумме матчей.
В трёх первых раундах плей-офф приняли участие 36 команд. 8 победителей пар 3-го раунда выходят в 1/8 финала, где к ним присоединяются 8 команд, освобождённых от участия в стартовых раундах. 
8 команд-участниц четвертьфинала плей-офф определяют четырёх участников финального этапа.
Финальный этап проводится в формате «финала четырёх» — полуфинал и два финала (за 3-е и 1-е места).

## 1-й раунд
9-10.10/ 16-17.10.1993
 «Шпаркассе» (Клагенфурт) —  «Каштела» (Каштел Стари)
9 октября. 3:2 (12:15, 14:16, 15:10, 15:3, 15:11).
16 октября. 2:3 (16:17, 11:15, 15:4, 15:0, 13:15). Соотношение игровых очков — 141:106.
 «Козани» —  «Кемиплас» (Копер)
9 октября. 1:3 (15:11, 5:15, 12:15, 6:15).
17 октября. 0:3 (3:15, 11:15, 4:15).
 «Йешилъюрт» (Стамбул) —  «Македония» (Струмица)
9 октября. 3:0 (15:4, 15:1, 15:6).
16 октября. 3:0 (15:4, 15:5, 15:10).
 «Датовок» (Тонгерен) —  «Монтана» (Люцерн)
10 октября. 3:0 (15:8, 15:8, 15:7).
16 октября. 1:3 (15:10, 7:15, 6:15, 13:15).
 «Марица» (Пловдив) —  «Пула»
Отказ «Пулы».

## 2-й раунд
ноябрь 1993
 «Темсе» —  «Каштелу-да-Мая» (Мая)
6 ноября. 3:0 (15:7, 15:12, 15:1).
13 ноября. 2:3 (15:11, 12:15, 15:9, 11:15, 9:15).
 «Куэста Педра» (Санта-Крус-де-Тенерифе) —  «Женев-Элит» (Женева)
6 ноября. 2:3 (15:7, 15:10, 9:15, 2:15, 12:15).
13 ноября. 1:3 (15:9, 4:15, 4:15, 2:15).
 «Байерн-Лоххоф» (Унтершлайсхайм) —  «Сен-Рафаэль»
7 ноября. 3:0 (15:2, 15:4, 15:5).
13 ноября. 3:2 (11:15, 15:7, 15:8, 6:15, 17:15).
 «Пауэрхаус Кардиналс» (Глазго) —  «Шпаркассе» (Клагенфурт)
7 ноября. 0:3 (4:15, 5:15, 5:15).
13 ноября. 0:3 (3:15, 14:16, 5:15).
 «Висла» (Краков) —  «Кемиплас» (Копер)
6 ноября. 3:1 (9:15, 15:7, 15:8, 15:4).
13 ноября. 1:3 (15:12, 9:15, 5:15, 10:15). Соотношение игровых очков — 93:91.
 «Академик» (Варна) —  «РАТБ-Грюндфош» (Бухарест)
6 ноября. 3:2 (15:10, 14:16, 7:15, 15:8, 16:14).
13 ноября. 0:3 (6:15, 12:15, 12:15).
 «Славия» (Прага) —  «Марица» (Пловдив)
6 ноября. 3:0 (15:12, 15:2, 15:3).
13 ноября. 0:3 (10:15, 6:15, 11:15). Соотношение игровых очков — 72:62.
 «Хит Нова Горица» (Нова-Горица) —  «Хапоэль» (Эмек-Хефер)
6 ноября. 3:2 (12:15, 15:11, 4:15, 15:13, 15:12).
14 ноября. 0:3 (5:15, 4:15, 8:15).
 «Искра» (Луганск) —  «БКС Сталь» (Бельско-Бяла)
6 ноября. 3:0 (15:6, 15:7, 16:14).
13 ноября. 3:2 (9:15, 14:16, 17:16, 15:9, 15:11).
 «Саннес» —  «Метар» (Челябинск)
6 ноября. 0:3 (3:15, 2:15, 6:15).
7 ноября. 0:3 (0:15, 8:15, 8:15). Оба матча прошли в Саннесе.
 «АСПТТ Мюлуз» —  «Бертранж»
6 ноября. 3:0 (15:4, 15:0, 15:5).
13 ноября. 3:0 (15:1, 15:6, 15:4).
 «Лос-Компадрес» (Ла-Лагуна) —  «Бригиттенау» (Вена)
6 ноября. 3:0 (15:4, 15:1, 15:0).
14 ноября. 3:0 (15:5, 15:0, 15:9).
 «Александрия» (Белая Церковь) —  «Мастра» (Минск)
13 ноября. 3:0 (15:5, 15:2, 15:6).
14 ноября. 3:0 (15:12, 15:8, 15:8). Оба матча прошли в Белой Церкви.
 «Шяуляй» —  «Йешилъюрт» (Стамбул)
13 ноября. 0:3 (7:15, 2:15, 10:15).
14 ноября. 0:3 (0:15, 14:16, 9:15). Оба матча прошли в Шяуляе.
 «Датовок» (Тонгерен) —  «Амичи» (Бакэу)
7 ноября. 3:0 (15:6, 15:9, 15:8).
14 ноября. 0:3 (6:15, 11:15, 3:15). Соотношение игровых очков — 65:68.
 «Спаса» (Жилина) —  «Виронас» (Вирон)
13 ноября. 3:2 (15:7, 11:15, 15:9, 13:15, 15:10).
14 ноября. 3:0 (15:11, 15:4, 16:14). Оба матча прошли в Жилине.

## 3-й раунд
4-5.12/ 11-12.12. 1993
 «Женев-Элит» (Женева) —  «Темсе»
4 декабря. 3:1 (8:15, 15:13, 15:8, 16:14).
11 декабря. 1:3 (15:7, 12:15, 14:16, 7:15). Соотношение игровых очков — 102:103.
 «Байерн-Лоххоф» (Унтершлайсхайм) —  «Шпаркассе» (Клагенфурт)
4 декабря. 3:0 (15:8, 15:3, 15:3).
11 декабря. 3:1 (15:10, 15:8, 14:16, 15:13).
 «Висла» (Краков) —  «РАТБ-Грюндфош» (Бухарест)
11 декабря. 3:0 (15:2, 15:9, 15:8).
12 декабря. 3:1 (8:15, 15:8, 15:13, 15:13). Оба матча прошли в Кракове.
 «Хапоэль» (Эмек-Хефер) —  «Славия» (Прага)
4 декабря. 0:3 (8:15, 11:15, 3:15).
11 декабря. 0:3 (8:15, 0:15, 4:15).
 «Искра» (Луганск) —  «Метар» (Челябинск)
5 декабря. 3:0 (15:5, 15:3, 17:16).
12 декабря. 3:1 (5:15, 15:9, 15:6, 15:5).
 «Лос-Компадрес» (Ла-Лагуна) —  «АСПТТ Мюлуз»
4 декабря. 3:1 (14:16, 15:5, 15:5, 15:11).
11 декабря. 0:3 (13:15, 10:15, 6:15).
 «Йешилъюрт» (Стамбул) —  «Александрия» (Белая Церковь)
5 декабря. 3:2 (15:9, 15:13, 9:15, 13:15, 16:14).
12 декабря. 0:3 (3:15, 5:15, 9:15).
 «Спаса» (Жилина) —  «Амичи» (Бакэу)
4 декабря. 3:1 (15:8, 9:15, 15:9, 15:6).
12 декабря. 0:3 (10:15, 8:15, 6:15).
От участия в трёх первых раундах освобождены:
| «Вашаш» (Будапешт) «Кордакс-Эгер» (Эгер) «УСК Мюнстер» «Агридженто» | «Теодора» (Равенна) ЦСКА (Москва) «Вакыфбанк» (Анкара) «Олимп» (Прага) |

## 1/8 финала
12-13.01/ 19-20.01.1994
 «Темсе» —  «УСК Мюнстер»
12 января. 1:3 (15:10, 2:15, 2:15, 4:15).
19 января. 0:3 (8:15, 0:15, 8:15)).
 «Байерн-Лоххоф» (Унтершлайсхайм) —  ЦСКА (Москва)
12 января. 3:0 (15:13, 15:3, 15:6).
19 января. 0:3 (5:15, 9:15, 9:15). Соотношение игровых очков — 68:67.
 «Висла» (Краков) —  «Агридженто»
19 января. 1:3 (11:15, 15:11, 14:16, 5:15).
20 января. 0:3 (9:15, 0:15, 16:17). Оба матча прошли в Кракове.
 «Славия» (Прага) —  «Кордакс-Эгер» (Эгер)
13 января. 2:3 (15:13, 11:15, 15:13, 9:15, 12:15).
20 января. 0:3 (8:15, 8:15, 4:15).
 «Вакыфбанк» (Анкара) —  «Искра» (Луганск)
13 января. 3:2 (15:13, 13:15, 9:15, 15:6, 15:12).
20 января. 0:3 (11:15, 10:15, 1:15).
 «Олимп» (Прага) —  «АСПТТ Мюлуз»
12 января. 3:1 (11:15, 15:9, 15:11, 15:5).
19 января. 1:3 (7:15, 15:12, 8:15, 7:15). Соотношение игровых очков — 93:97.
 «Теодора» (Равенна) —  «Александрия» (Белая Церковь)
12 января. 3:0 (15:3, 15:11, 15:10).
19 января. 0:3 (11:15, 9:15, 1:15). Соотношение игровых очков — 66:69.
 «Вашаш» (Будапешт) —  «Амичи» (Бакэу)
12 января. 0:3 (5:15, 8:15, 5:15).
20 января. 0:3 (9:15, 1:15, 4:15).

## Четвертьфинал
9-10.02/ 16-17.02.1994
 «УСК Мюнстер» —  «Байерн-Лоххоф» (Унтершлайсхайм)
9 февраля. 3:1 (15:4, 12:15, 15:2, 15:11).
16 февраля. 2:3 (12:15, 15:12, 15:7, 13:15, 12:15).
 «Кордакс-Эгер» (Эгер) —  «Агридженто»
9 февраля. 1:3 (9:15, 15:2, 4:15, 10:15).
16 февраля. 2:3 (15:12, 16:14, 7:15, 6:15,18:20).
 «Искра» (Луганск) —  «АСПТТ Мюлуз»
10 февраля. 3:0 (15:8, 15:2, 15:5).
16 февраля. 3:0 (15:13, 15:2, 15:6).
 «Александрия» (Белая Церковь) —  «Амичи» (Бакэу)
10 февраля. 3:1 (15:9, 15:11, 12:15, 15:11).
17 февраля. 3:1 (12:15, 15:6, 15:12, 15:5).

## Финал четырёх
5—6 марта 1994.  Мюнстер.
Участники:
 «УСК Мюнстер» (Мюнстер)

 «Агридженто»

 «Александрия» (Белая Церковь)

 «Искра» (Луганск)

### Полуфинал
5 марта
 «Агридженто» —  «Искра»
3:0 (15:8, 15:8, 15:13).
 «УСК Мюнстер» —  «Александрия»
3:1 (15:12, 17:16, 12:15, 15:4).

### Матч за 3-е место
6 марта
 «Искра» —  «Александрия»
3:0 (15:13, 15:9, 15:13).

### Финал
6 марта
 «УСК Мюнстер» —  «Агридженто»
3:1 (14:16, 15:4, 15:6, 15:12).

### Итоги

#### Положение команд
| «УСК Мюнстер» (Мюнстер)          |
| «Агридженто»                     |
| «Искра» (Луганск)                |
| 4. «Александрия» (Белая Церковь) |

#### Призёры
«УСК Мюнстер» (Мюнстер): Ульрике Швердтнер, Анне-Катрин Шаде, Беате Бюхлер, Тоня Уильямс, Ариане Радфан, Тэн Сюлань, Даня Мюш, Майке Фридрихсен, Ульрике Копперс, … Главный тренер — Сьюзан Вудстра. 
  «Агридженто» (Агридженто): Мауриция Каччатори, Моника Реале, Нэнси Селис, Антония Спасова, Гуэндалина Буффон, Лучия Дзебри, Десислава Никодимова, Ленисе Пелузо, Симона Норато, Стела Насименто, Барбара Вальсезия. Главный тренер — Винченцо Барбера.
  «Искра» (Луганск).